# Red Bull (entreprise)
Ne doit pas être confondu avec Red Bull Energy Drink ou Joan Rebull Torroja.
Red Bull est une société autrichienne qui commercialise des boissons énergisantes, notamment Red Bull. Fondée en 1984 par Dietrich Mateschitz et Chaleo Yoovidhya, son siège social se situe à Fuschl am See, dans la province de Salzbourg en Autriche.
Red Bull a été fondé à l'origine en Thaïlande et s'appelait alors Krating Daeng en 1976. Elle s'est également rendue célèbre dans le monde à travers son parrainage de sports et de sportifs extrêmes, et par la création de deux écuries de Formule 1, l'actuelle Racing Bulls et Red Bull Racing, plusieurs fois championne du monde.

## Histoire

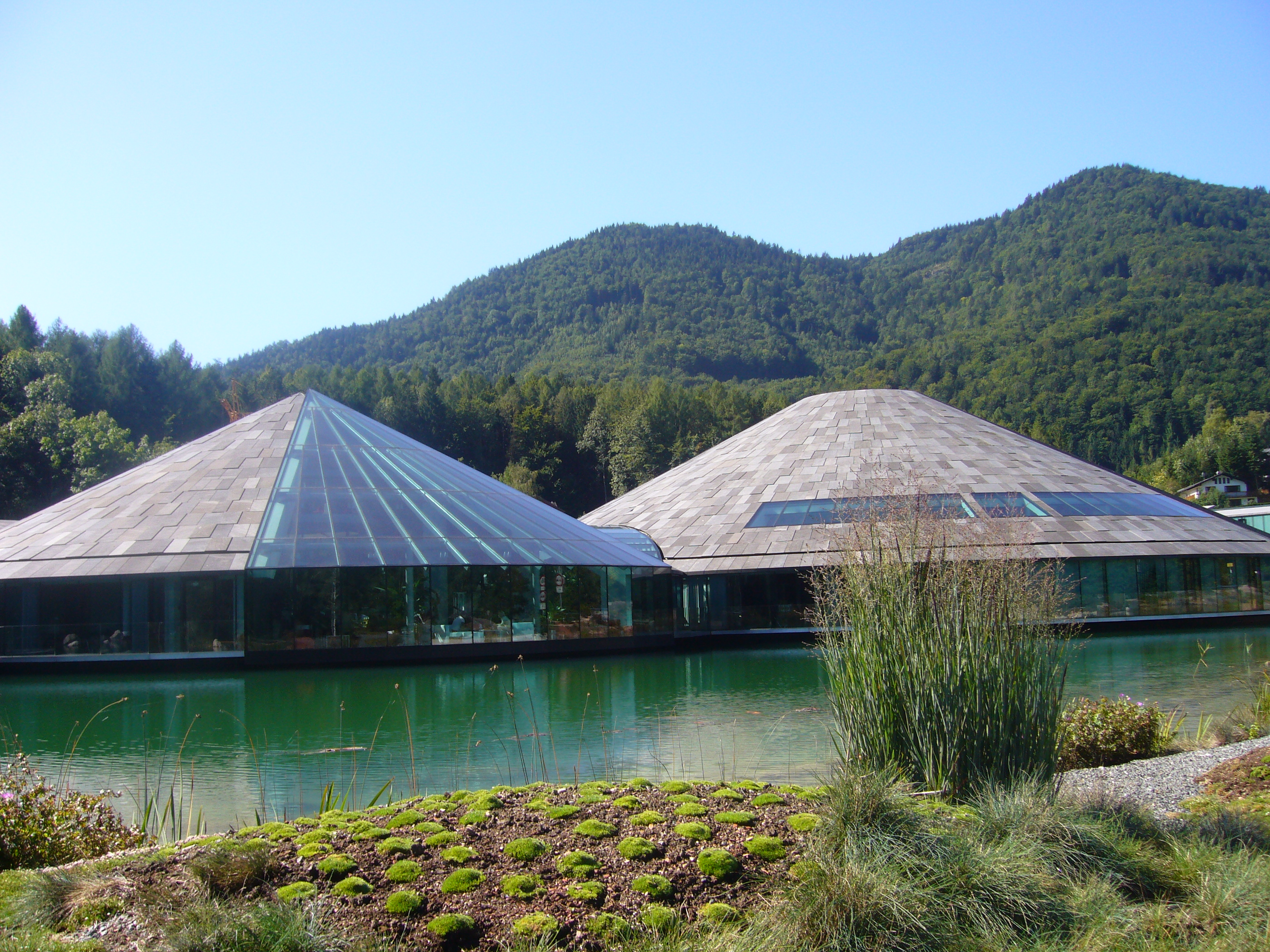
Le siège de l'entreprise à Fuschl am See, près de Salzbourg en Autriche.

L'entrepreneur autrichien Dietrich Mateschitz et l'homme d'affaires thaïlandais Chaleo Yoovidhya fondent la Red Bull GmbH en 1984. Alors que Mateschitz travaille pour le fabricant allemand Blendax (plus tard acquis par Procter & Gamble), Mateschitz voyage en 1982 en Thaïlande et rencontre Chaleo, propriétaire de l'entreprise TC Pharmaceuticals. Il constate que la boisson énergisante Krating Daeng, développée par la société de Chaleo durant les années 1970, aide à lutter contre le manque de sommeil. Après avoir mesuré le potentiel du marché de la boisson énergisante, il s'associe avec Chaleo pour importer la boisson en Europe. Les deux hommes investissent un million de dollars et se répartissent 49 % du capital chacun, les 2 % restant allant au fils de Chaleo.
Entre 1984 et 1987, Red Bull GmbH adapte la boisson Krating Daeng aux goûts européens en la rendant gazeuse et moins sucrée. En 1987, la société lance sa nouvelle boisson Red Bull en Autriche. Le succès est immédiat et la marque se développe à travers toute l'Europe au début des années 1990. Exportée aux États-Unis, la boisson gagne 75 % de part de marché durant la seule année 1997.
En 2012, 5,226 milliards de canettes de Red Bull Energy Drink ont été consommées dans le monde, soit une augmentation de 12,8 % par rapport à l'année précédente. Du fait des taux de change et des prix, le chiffre d'affaires de la société a progressé de 15,9 %, passant de 4,253 à 4,930 milliards d'euros. Selon tous les indicateurs clés, comme les ventes, les bénéfices, la productivité et le résultat d'exploitation, les chiffres montrent que ce sont les meilleurs résultats que la société ait jamais réalisés. Ces résultats positifs sont à imputer principalement aux ventes enregistrées par Red Bull en Afrique du Sud (+ 52 %), au Japon (+ 51 %), en Arabie saoudite (+ 38 %), en France (+ 38 %), aux États-Unis (+ 17 %) et en Allemagne (+ 14 %), ainsi qu'à une gestion saine des coûts et un investissement permanent de la marque.
En 2016, 6,062 milliards de canettes de Red Bull ont été vendues, soit une augmentation de 1,8 % par rapport à 2015, une année déjà considérée comme particulièrement fructueuse. Le chiffre d'affaires de l'entreprise a dépassé les six milliards d'euros pour la première fois, passant ainsi de 5,903 milliards d'euros à 6,029 milliards d'euros. Ces bilans positifs sont dus aux progressions des ventes effectuées au Chili (+ 28 %), en Scandinavie (+ 13 %), en Pologne (+ 13 %), aux Pays-Bas (+ 12 %) et en Afrique du Sud (+ 10 %).
En 2022, 12 138 milliards de canettes de Red Bull ont été vendues dans le monde.

## Distribution
En 2023 Red Bull assurait une distribution mondiale dans plus de 177 pays.

## Produits
Outre sa boisson phare Red Bull Energy Drink, la société a lancé en 2018 une nouvelle gamme de produits sans caféine et non énergisante.

## Stratégie marketing
Au départ, Red Bull distribuait des caisses gratuites de la boisson aux étudiants dans une tentative de publicité virale. Cette stratégie a connu un succès retentissant, entraînant une augmentation rapide des ventes. Red Bull s'est depuis fait connaître pour son marketing élégant ciblant les jeunes professionnels urbains par le biais de diverses campagnes publicitaires basées sur le sport et le divertissement. La devise actuelle, "Red Bull Donne des Ailes", joue directement sur les propriétés stimulantes de la boisson.
Le budget marketing de l'entreprise est qualifié de « pharaonique » par Les Échos, et s'élevait en 2012 à près de 1,4 milliard d'euros, soit un pourcentage du chiffre d'affaires compris entre 30 % et 40 %. Fondée sur une communication centrée sur les sports extrêmes et les composants « secrets » de la boisson, dont la taurine, cette stratégie a fait ses preuves en matière d'efficacité, assumant quelques morts chez les sportifs sponsorisés, car, selon Gérard Coudert, du Centre de droit et d'économie du sport (CDES), « la pierre angulaire du succès de la marque est son côté provocateur ».
Ce caractère provocateur, transgressif, a d'abord été obtenu en investissant dans l'univers de la nuit et de la fête ; mais très vite, l'entreprise a compris qu'elle allait se trouver dans une impasse si elle ne sortait pas de cet univers limité, et a trouvé dans les sports extrêmes un relais promotionnel bien plus efficace.

### La maison médiatique - Red Bull Media House
Pour assurer à ses actions une visibilité maximum, l'entreprise a mis en place en 2007 une maison médiatique basée à Salzbourg employant 900 personnes, une « armée de rédacteurs, de monteurs, de photographes et de cadreurs recrutés pour fournir du contenu aux médias » accompagnés de spécialistes en communication dont le but est de mettre chaque jour à la disposition des diffuseurs au moins douze heures d'images nouvelles.
L'entreprise Red Bull a considéré que la présence médiatique dépendrait à l'avenir de très nombreuses chaînes à petit budget : dès lors, en leur fournissant gratuitement un contenu photo et vidéo élaboré par la maison médiatique, le groupe s'est assuré d'une visibilité maximum, mettant ainsi en œuvre, selon la fondatrice d'IEG, « une stratégie brillante, mais très coûteuse ».

### Marketing sportif
Le sponsoring sportif est au cœur même de la stratégie de l'entreprise, au point que son patron a pu déclarer en 2010 : 

« Le but de l'entreprise n'est plus de vendre de la boisson, mais de découvrir des gens doués et de les aider à s'accomplir. »

— Dietrich Mateschitz, Magazine GQ
Red Bull est en 2012 associée à environ 500 athlètes et 600 manifestations sportives. Le groupe possède et gère deux écuries de Formule 1, six clubs de football, deux équipes de hockey sur glace, ainsi qu'un centre d'entrainement multi sports à Thalgau, près de Salzbourg. Le centre est dirigé par Bernd Pansold (en), médecin condamné en 1998 pour avoir administré des hormones à des jeunes filles mineures entre 1975 et 1984 au SC Dynamo Berlin.
Dietrich Mateschitz déclare à l'Équipe en juillet 2010 : « Lorsque j'investis dans une discipline ou un événement sportif, je veux être responsable de A à Z du succès ou de l'échec, le cas échéant. Où est l'intérêt de s'engager dans le foot si c'est juste pour coller un logo Red Bull sur le maillot des joueurs ? », les disciplines dans laquelle la marque est présente vont de la voltige aérienne au surf en passant par le « base jump », l'enduro et le « wingsuit ».

#### Football
La société a également été très active dans le football. Le 6 avril 2005, Red Bull a acheté le club autrichien SV Austria Salzburg et l'a rebaptisé Red Bull Salzbourg, une initiative qui a été fortement critiquée par les groupes de supporters en Autriche et dans toute l'Europe. Ils ont également acheté le FC Liefering comme le club satellite de Salzbourg.
En 2005, Red Bull a acheté le MetroStars, une équipe de Major League Soccer représentant New York, à Anschutz Entertainment Group et renommé la franchise; Red Bull de New York est le nom de la filiale Red Bull qui exploite l'équipe, tandis que l'équipe elle-même est connue sous le nom de New York Red Bulls. Anschutz Entertainment Group était sur le point de commencer à construire le MetroStars leur propre stade, mais l'inauguration a été retardée un mois à mesure qu'AEG achevait la vente de l'équipe. La compagnie a payé le nouveau stade de l'équipe, Red Bull Arena, qui a eu son match d'ouverture du 20 mars 2010.
En 2007, Red Bull a établi l'équipe de la division inférieure de Red Bull Brasil dans la ville de Campinas, à Sao Paulo. Alors que le plan d'atteindre le camping-resortien A de Campeonato Brasileiro Série A en l'échec, Red Bull devient propriétaire du côté Série B Atlético Bragantino en mars 2019 et renomme l'équipe en Red Bull Bragantino. Red Bull Bragantino est devenu le champion de l'édition 2019 de Série B, et a été promu à la Série A pour l'édition 2020.
En juin 2009, la société achète la licence de football du club allemand de cinquième division SSV Markranst'dt basé près de Leipzig, ce qui les a renommés RB Leipzig pour la saison 2009-2010. La société a déclaré que son objectif était d'atteindre la première division du pays, la Bundesliga, dans un délai de dix ans; cet objectif a finalement été atteint, le RB Leipzig remportant quatre promotions en sept saisons pour assurer le football de la Bundesliga à partir de la saison 2016-2017.
L'actuel directeur des opérations mondiales de football est Oliver Mintzlaff.
Depuis 2024, elle a des parts dans le FC Versailles, club de National[réf. nécessaire].

#### Cyclisme
La marque Red Bull est l'unique sponsor de la course de cyclisme de descente Valparaíso Cerro Abajo, depuis sa création en 2003.
En janvier 2024, après validation par les autorités de la concurrence autrichiennes, l'équipe Bora-Hansgrohe annonce l'arrivée de Red Bull en tant que nouveau partenaire. L'entreprise autrichienne devient actionnaire majoritaire en achetant 51% des parts des sociétés RD Pro Cycling et RD Beteiligungs, des sociétés appartenant au manager général de l'équipe, Ralph Denk. La formation est renommée Red Bull-Bora-Hansgrohe en juin 2024.
En outre, Red Bull sponsorise de nombreux athlètes de haut niveau en cyclisme sur route, VTT, BMX et BMX freestyle. Il s'agit, entre autres, du multiple champion du monde et champion olympique sur route Remco Evenepoel, du multiple champion olympique de VTT Tom Pidcock, des multiples champions du monde de descente VTT Valentina Höll et Loïc Bruni, du multiple champion du monde de cyclo-cross Wout van Aert, des champions olympiques de BMX Race Mariana Pajón et Saya Sakakibara, ainsi que le champion du monde de BMX freestyle Kieran Reilly.

#### Formule 1

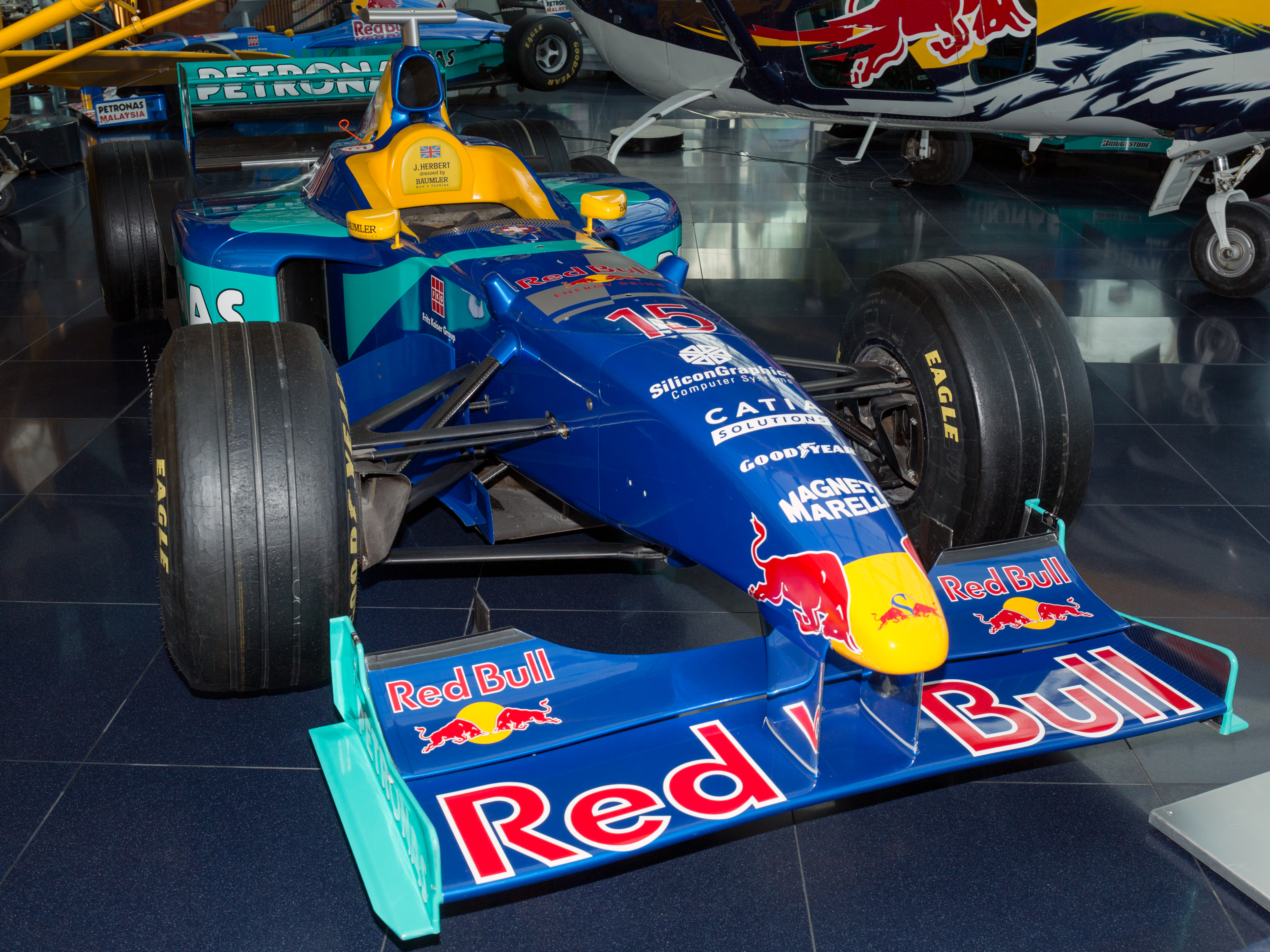
Red Bull, sponsor principal de la Sauber C17.

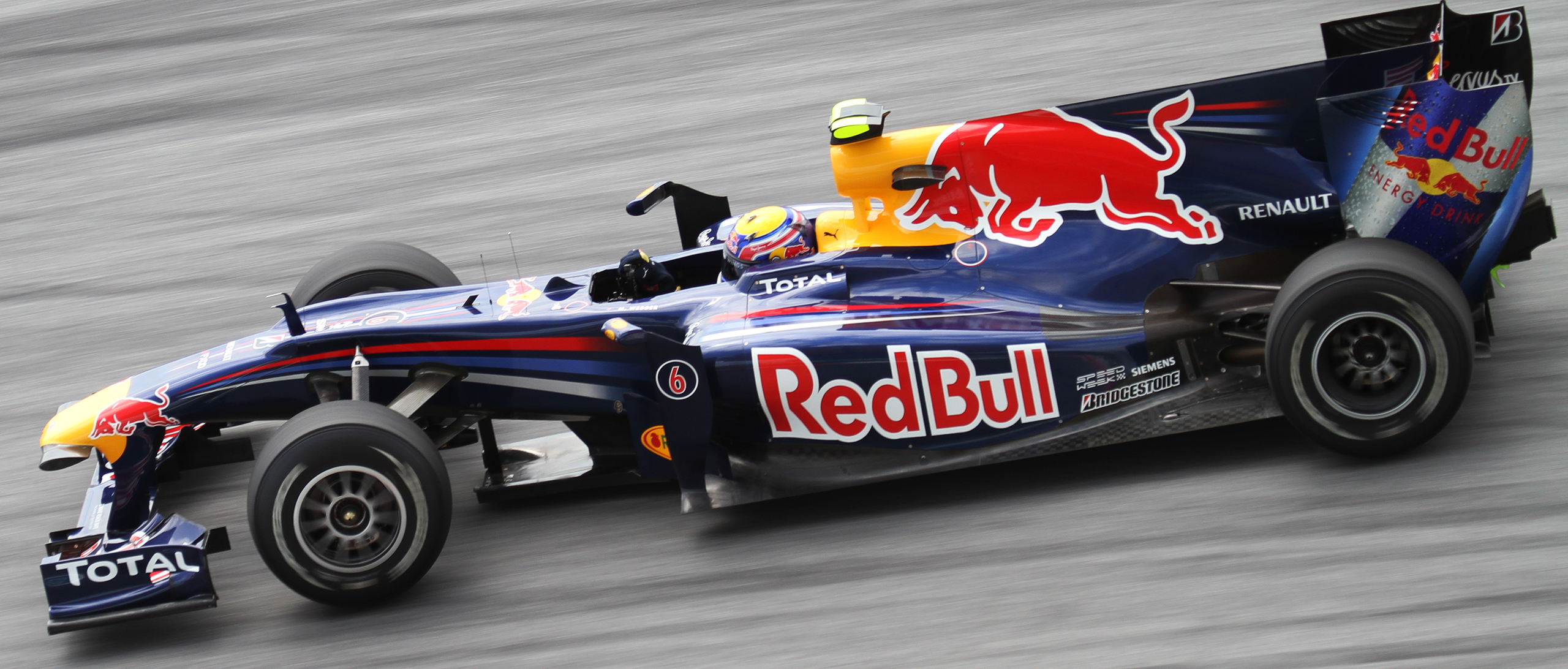
Une Formule 1 Red Bull en 2010.

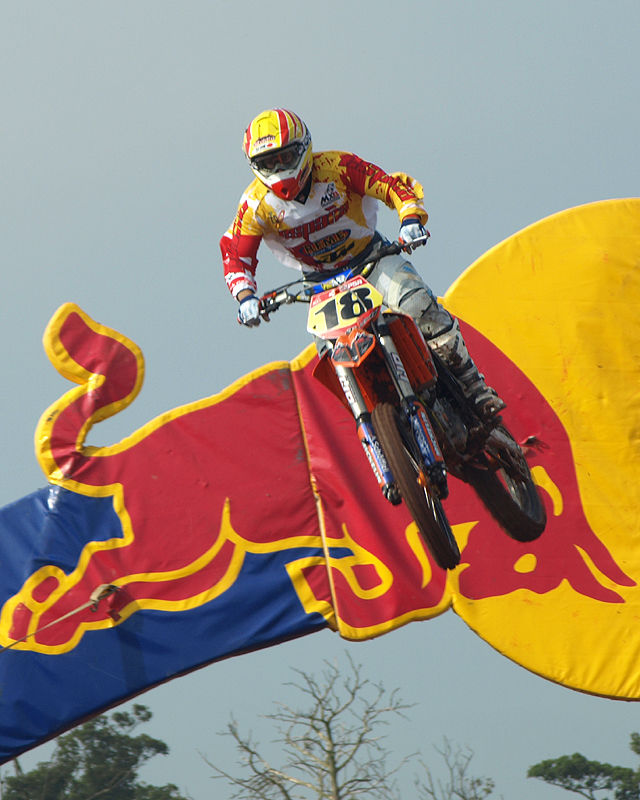
Alvaro Lozano, pilote Red Bull-KTM en 2008.

Red Bull s'est investi en Formule 1 depuis 1995 en devenant actionnaire et sponsor de l'écurie suisse Sauber puis Arrows en 2001, qui embauchait Enrique Bernoldi, un pilote brésilien formé par Red Bull. Fin 2004, Red Bull rachète l'écurie Jaguar à Ford, installée à Milton Keynes, en Grande-Bretagne, où elle emploie 350 personnes, et la rebaptise Red Bull Racing. Un an plus tard, Red Bull rachète l'écurie Minardi, la renomme Toro Rosso (« Red Bull » en italien), puis Scuderia AlphaTauri en 2019, et devient donc propriétaire de deux écuries sur les dix participants au championnat.

#### Parachutisme
Le 14 octobre 2012, Felix Baumgartner réussit, dans le cadre du projet Red Bull Stratos, le plus haut saut en chute libre, de 39 376 mètres. L’événement est suivi par plus de deux millions de personnes en direct sur YouTube, établissant ainsi un nouveau record pour le site.

#### Jeux vidéo
Red Bull finance depuis 2011 certains événements d'eSport, en réservant aux joueurs les mêmes soins qu'aux athlètes de sports extrêmes. Parmi les joueurs sponsorisés figurent l'Américain David Walsh, le Coréen Choi Ji-Sung, le Japonais Masato « Bonchan » Takahashi et la Française Marie-Laure Norindr, également connue sous le pseudonyme Kayane[réf. souhaitée], le Français Corentin Houssein alias Gotaga,, ainsi que Tyler Blevins, dit Ninja.
Parmi les jeux représentés on compte notamment Age of Empires.

## Controverses

### Risques liés aux boissons de la marque
Le produit principal vendu par la société, le Red Bull, est associé à une controverse concernant son effet sur la santé. En effet, ce produit fait partie des boissons dites « énergisantes » et contient de la caféine ; quelques cas d'évènements parfois mortels (arrêts cardiaques) ont pu être associés à la consommation excessive de Red Bull dans certaines situations,,.
L’Organisation mondiale de la santé recommande de limiter le sucre à 25 grammes par jour. Or une canette de Red Bull en contient 27, augmentant ainsi le risque d'obésité et de diabète.

### Décès de sportifs liés à la marque
Des sportifs sont décédés en activité alors qu'ils étaient sous contrat avec le groupe Red Bull : l'Américain Eli Thompson (en), mort lors d'un saut depuis la falaise de Lauterbrunnen en 2008, le BASE jumper suisse Ueli Gegenschatz, décédé en 2009 après s'être lancé depuis le sommet de la tour Sunrise de Zurich, et le skieur canadien Shane McConkey, mort en 2009 dans les Dolomites en Italie lors d'un tournage. Le 11 novembre 2017, Valeri Rozov est mort lors d'un saut en BASE jump depuis l'Ama Dablam dans la région de l'Everest.
Ces risques correspondent à la stratégie de l'entreprise, qui les assume pleinement, à la différence de la plupart des annonceurs : selon Lesa Ukman, « une entreprise cotée refuserait aujourd'hui encore de dépenser de grosses sommes dans des événements qui pourraient se terminer par un drame humain ». Dietrich Mateschitz, le patron de Red Bull, affirmait au contraire en 2011 à L'Équipe vouloir être responsable de A à Z du succès ou de l'échec de tout événement sportif dans lequel il investissait.

### Publicité agressive
En Suisse, des distributions gratuites de boissons ont été organisées par Red Bull sur des campus universitaires, alors que c'est interdit. L'Université de Lausanne et la police du commerce de Berne ont confirmé que l'entreprise ne disposait pas d'autorisation.